# Wedomosti
Wedomosti (auch Vedomosti; russisch Ведомости wörtlich ‚der Anzeiger‘) ist eine russische Tageszeitung, die mit einer Auflage von 73.000 Exemplaren erscheint (2008). Der Sitz der Redaktion ist Moskau. Die Zeitung war bis 2015 ein Gemeinschaftsprojekt von Financial Times, The Wall Street Journal und dem russischen Verlagshaus Independent Media Sanoma Magazines ID, einer Tochtergesellschaft des finnischen Medienkonzerns Sanoma. Bei Inkrafttreten eines russischen Gesetzes, wonach ausländische Unternehmen maximal 20 Prozent eines Medienunternehmens halten durften, verkauften die Projektträger ihre Anteile an Demyan Kudryavtsev.

## Geschichte
Das Blatt erscheint seit 1999 im Format A2 im Umfang von 12 Seiten ganz in Schwarz-Weiß. Es beschäftigt über 100 Journalisten in Moskau und den russischen Regionen, dazu kam das weltweite Korrespondentennetz von Financial Times und The Wall Street Journal. Die Zeitung bringt neben der zentralen Moskauer Ausgabe in den Städten Sankt Petersburg und Nischni Nowgorod sowie in den Regionen Südrussland, Wolgagebiet und Sibirien eigene Regionalausgaben heraus. Chefredakteur und somit Nachfolger von Tatjana Lyssowa ist seit 2017 Ilja Bulawinow. Die Moskauer Ausgabe erreichte zwischen 95.800 und 110.600 Leser (Angaben für 2010/2011).
Am 29. Mai 2020 wurde Wedomosti an den Geschäftsmann Iwan Jeremin über seine Holdinggesellschaft „Sapport“ verkauft.
Am 15. Juni 2020 traten fünf leitende Redakteure von Wedomosti zurück, um gegen die Bestätigung von Schmarow als Chefredakteur durch den Verwaltungsrat der Zeitung zu protestieren.